# Шикабала
Махмуд Абдель Разек Фадллах (араб. محمود عبد الرازق "شيكابالا"‎ более известный, как Шикабала; 5 марта 1986, Асуан, Египет) — египетский футболист, атакующий полузащитник клуба «Замалек». Выступал за сборную Египта. Участник чемпионата мира 2018 года.

## Клубная карьера
Шикабала начал карьеру в клубе «Замалек». В 2003 году он дебютировал за команду в чемпионате Египта. В составе «Замалека» Махмуд дважды выиграл чемпионат. В 2005 году Шикабал перешёл в греческий ПАОК и сезон отыграл в греческой Суперлиге, после чего вновь вернулся в «Замалек». На этот раз он трижды завоевал Кубок Египта. В 2011 году Махмуд стал лучшим бомбардиром чемпионата. Летом 2012 года Шикабала на правах аренды перешёл в аравийский «Аль-Васл». В матче против «Аль-Вахда» он дебютировал в чемпионате ОАЭ. В этом же поединке Махмуд забил свой первый гол за «Аль-Васл».
В начале 2014 года Шикабала подписал контракт с лиссабонским «Спортингом». Сумма трансфера составила 700 тыс. евро. 11 мая в матче против «Эшторил-Прая» он дебютировал в Сангриш лиге.
В поисках игровой практики Шикабала вернулся в «Замалек». В 2015 году Махмуд на правах аренды перешёл в «Исмаили». 7 ноября в поединке против «Харас Эль-Ходуд» он забил свой первый гол за команду. Летом 2017 года Шикабала был отдан в аренду в саудовский «Аль-Раед». 15 сентября в матче против «Аль-Фатех» он дебютировал в саудовской Про-лиге. 30 сентября в поединке против «Аль-Ахли» из Джидды Махумд забил свой первый гол за «Аль-Раед». Летом 2018 года Шикабала был отдан в аренду в греческий «Аполлон Смирнис». 3 сентября в матче против «Левадиакоса» он дебютировал за новую команду.

## Международная карьера
В 2005 году Шикабала в составе молодёжной сборной Египта принял участие в домашнем молодёжном чемпионате мира. 3 июня 2007 года в отборочном матче Кубка Африки против сборной Мавритании он дебютировал за сборную Египта. 12 июня в товарищеском матче против сборной Кувейта Шикабала забил свой первый гол за национальную команду.
В 2010 году в составе сборной Шикабала стал победителем Кубка Африки в Анголе. На турнире он сыграл в матче против команд Мозамбика.
В 2018 году Шикабала принял участие в чемпионате мира в России. На турнире он был запасным и на поле не вышел.

### Голы за сборную Египта
| #   | Дата           | Место                               | Противник | Счёт | Результат | Соревнование                     |
| --- | -------------- | ----------------------------------- | --------- | ---- | --------- | -------------------------------- |
| 01. | 12 июня 2007   | Сабах Аль-Салем, Эль-Кувейт, Кувейт | Кувейт    | 1:1  | 1:1       | Товарищеский матч                |
| 02. | 12 ноября 2017 | Баба Яра Стэдиум, Кумаси, Гана      | Гана      | 0:1  | 1:1       | Чемпионат мира 2018 квалификация |

## Достижения
Командные
 «Замалек»
- Чемпионат Египта по футболу (2) — 2002/2003, 2003/2004
- Обладатель Кубка Египта — 2002, 2008, 2013, 2016
- Обладатель Суперкубка КАФ — 2003

Международные
 Египет
- Кубок африканских наций — 2010

Индивидуальные
- Лучший бомбардир чемпионат Египта (13 голов) — 2010/2011